# LABYRINTH (ALI PROJECTの曲)
「LABYRINTH」（ラビリンス）は、日本の音楽ユニット・ALI PROJECTの9枚目のシングル。1998年10月21日にコロムビアミュージックエンタテインメントからリリースされた。（CODA-1635）

## 概要
本シングルはALI PROJECTの唯一のコロムビアミュージックエンタテインメントからリリースされたシングルCDであり、最後の8cmシングルCDでもある。次のシングル、「コッペリアの柩」から現在まではマキシシングルでリリースしている。現在は廃盤もしくは生産中止となっており、オークションサイトなどで定価より高い値段で落札される場合もある。なお、アルバムでは「Noblerot」が唯一、同コロムビアからリリースされている。
1トラック目の「LABYRINTH」は、アニメ版「聖ルミナス女学院」のエンディングテーマである。同アニメの音楽はALI PROJECTの片倉三起也が担当しており、オープニングテーマの作曲も片倉による。ALI PROJECTの楽曲の中ではいわゆる明るく爽やかな曲と言われており、公式サイトの本シングルの紹介文にも記述されている。上述の「Noblerot」にも収録されている。
2トラック目の「金いろのひつじ」は、インストゥルメンタルであるが、ジャケット裏面の楽曲一覧には特に(instrumental)などの記述はない。上述の「Noblerot」には同楽曲のボーカルありのバージョンが収録されている。

## 収録曲
1. LABYRINTH
作詞：宝野アリカ/作曲・編曲：片倉三起也
テレビアニメ「聖ルミナス女学院」EDテーマ。
2. 金いろのひつじ
作曲・編曲：片倉三起也
3. LABYRINTH（Voiceless Version）